# Guy-Michel Landel
Guy Lucien Michel Landel (ur. 3 lipca 1990 w Konakry) – gwinejski piłkarz grający na pozycji defensywnego pomocnika. Od 2017 roku jest piłkarzem Alanyasporu.

## Kariera klubowa
Swoją karierę piłkarską Landel rozpoczął w klubie Atlético Coléah. W 2007 roku zadebiutował w jego barwach w pierwszej lidze gwinejskiej. Latem 2008 przeszedł do drugoligowego francuskiego klubu Le Mans UC72. Swój debiut w nim zaliczył 20 grudnia 2009 w przegranym 0:3 wyjazdowym meczu z Lille OSC. Od 2008 do 2013 roku grał głównie w rezerwach Le Mans. W pierwszej drużynie rozegrał 13 meczów.
W 2014 roku Landel podpisał kontrakt z tureckim drugoligowcem, Ordusporem. Zadebiutował w nim 19 sierpnia 2013 w wygranym 4:0 wyjazdowym meczu z Adanasporem. W Ordusporze grał do końca 2014 roku.
Na początku 2015 roku Landel przeszedł do Gençlerbirliği. Swój debiut w nim zaliczył 8 lutego 2015 w przegranym 1:3 wyjazdowym spotkaniu z Bursasporem.
| Sezon   | Klub            | Kraj    | Rozgrywki                   | Mecze | Bramki |
| ------- | --------------- | ------- | --------------------------- | ----- | ------ |
| 2007    | Atlético Coléah | Gwinea  | Guinée Championnat National | ?     | ?      |
| 2008/09 | Le Mans UC72 B  | Francja | CFA                         | 3     | 0      |
| 2009/10 | Le Mans UC72    | Francja | Ligue 1                     | 1     | 0      |
| 2009/10 | Le Mans UC72 B  | Francja | CFA                         | 17    | 4      |
| 2010/11 | Le Mans FC B    | Francja | CFA                         | 22    | 0      |
| 2011/12 | Le Mans FC B    | Francja | CFA                         | 18    | 2      |
| 2012/13 | Le Mans FC      | Francja | Ligue 2                     | 11    | 1      |
| 2012/13 | Le Mans FC B    | Francja | CFA                         | 24    | 4      |
| 2013/14 | Orduspor        | Turcja  | 1. Lig                      | 35    | 9      |
| 2014/15 | Orduspor        | Turcja  | 1. Lig                      | 11    | 1      |
| 2014/15 | Gençlerbirliği  | Turcja  | Süper Lig                   | 14    | 2      |
| 2015/16 | Gençlerbirliği  | Turcja  | Süper Lig                   | 21    | 0      |
| 2016/17 | Gençlerbirliği  | Turcja  | Süper Lig                   | 12    | 1      |
| 2016/17 | Alanyaspor      | Turcja  | Süper Lig                   |       |        |

## Kariera reprezentacyjna
W reprezentacji Gwinei Landel zadebiutował 16 czerwca 2013 roku w wygranym 1:0 meczu eliminacji do MŚ 2014 z Zimbabwe. W 2015 roku został powołany do kadry na Puchar Narodów Afryki 2015. Nie zagrał w nim w żadnym spotkaniu.